# Estrela Amadora
Clube de Futebol Estrela da Amadora (wym. /(ɨ)ʃˈtɾelɐ dɐ ɐmɐˈdoɾɐ/) – portugalski klub piłkarski z siedzibą w mieście Amadora, założony w 1932 roku, odnosił niewielkie sukcesy, takie jak zdobycie Pucharu Portugalii w 1990 roku i uczestnictwo w 2. rundzie Pucharu Zdobywców Pucharów. Po sezonie 2008/2009 działacze Portugalskiej Profesjonalnej Ligi Piłkarskiej postanowili zdegradować klub Estrela Amdora z ekstraklasy do trzeciej ligi. Powodem były kłopoty finansowe.

## Sukcesy
- zdobywca Pucharu Portugalii: 1990
- mistrz 2. ligi portugalskiej: 1993
- uczestnik 2. rundy Pucharu Zdobywców Pucharów: 1990

## Europejskie puchary
Legenda do wszystkich tabel:
- Q – runda eliminacyjna, 1/16, 1/8, 1/4, 1/2 – odpowiednia faza rozgrywek, Grupa – runda grupowa, 1r gr – pierwsza runda grupowa, 2r gr – druga runda grupowa, F – finał, R – runda, PO – play-off
- k. – rzuty karne, los. – losowanie, Dogr. – dogrywka, w. – zasada bramek strzelonych na wyjeździe

| Sezon   | Rozgrywki                 | Runda | Klub            | Dom | Wyjazd | Ogólnie     |
| ------- | ------------------------- | ----- | --------------- | --- | ------ | ----------- |
| 1990/91 | Puchar Zdobywców Pucharów | 1R    | Neuchâtel Xamax | 1–1 | 1–1    | 2–2, k: 4–3 |
| 1990/91 | Puchar Zdobywców Pucharów | 2R    | RFC Liège       | 1–0 | 0–2    | 1–2         |
| 1998    | Puchar Intertoto          | 3R    | Ruch Chorzów    | 1–1 | 1–1    | 2–2, k: 2–4 |

## Strony klubowe
- Oficjalna strona Estrela da Amadora